# Сиссоко, Ибраима (футболист)
Ибраима Сиссоко (фр. Ibrahima Cissoko; род. 18 апреля 2003) — сенегальский футболист, полузащитник клуба «Бизертен».

## Клубная карьера
Сиссоко — воспитанник клуба «Гори». В 2022 году он на правах аренды перешёл в норвежский «Хёугесунн», но так и не дебютировав вернулся обратно. В 2023 году Сиссоко перешёл в тунисский «Бизертен». 20 августа в матче против «Сфаксьена» он дебютировал в тунисской Лиге 1. 25 ноября в поединке против «Марса» Ибраима забил свой первый гол за «Бизертен».

## Международная карьера
В 2019 году в составе юношеской сборной Сенегала Сиссоко принял участие в юношеском Кубке Африки в Танзании. На турнире он сыграл в матчах против Марокко и Камеруна. В том же году Сиссоко принял участие в юношеском чемпионате мира в Бразилии. На турнире он сыграл в матче против Японии.
В 2023 году в составе молодёжной сборной Сенегала Сиссоко выиграл молодёжный Кубок Африки в Египте. На турнире он сыграл в матче против сборной Египта.
В том же году Сиссоко принял участие в молодёжном чемпионате мира в Аргентине. На турнире он сыграл в матче против команды Колумбии.

## Достижения
Международные
Сенегал (до 20)
- Победитель молодёжного Кубка Африки — 2023